# Слінько Оксана Орестівна
Слінько́ Окса́на Орéстівна (24 вересня 1971, м. Львів) — визнана експертка в галузі лікувальної корекції хребта та діагностики захворювань опорно-рухового апарату людини. Авторка комплексу вправ для лікувальної корекції хребта й методу діагностики та корекції хребта, який є запатентованим та визнаний винаходом у медицині.
З лютого 2008 року цей авторський метод діагностики та корекції постави служить основою діяльності закладу «Академія Грація. Міжнародний Центр корекції постави» у Львові.
З жовтня 2021 року О. Слінько свою авторську методику викладає у власній школі реабілітації «Тренінговий Центр Оксани Слінько». Школа реабілітації працює в онлайн і офлайн режимах.
З квітня 2024 відкрила 2-гу філію «Академія Грація. Міжнародний Центр корекції постави»; у м. Львів.

## Освіта та підвищення кваліфікації
1988  — Закінчила СЗШ № 73 м. Львова, отримала кваліфікацію молодша медсестра по догляду за хворими.
1990  — Отримала диплом по програмі народної медицини від Міжнародна асоціація народної медицини, отримала кваліфікацію масажиста міжнародної категорії. Свідоцтво № 777.
1996  — Закінчила ЛНУ ім. І.Франка історичний факультет. Спеціальність Історія України, ЛР BE № 007337.
1998  — Пройшла навчання та практичний курс з класичного, сегментарно-рефлекторного, точкового масажу та лікувальної гімнастики на базі Львівський медичний університет. Свідоцтво № 140.
2000  — Отримала кваліфікацію інструктора з аеробіки, Свідоцтво № 28 Центральна Рада спортивного товариства профспілок «Україна».
2003  — Пройшла підвищення кваліфікації на кафедрі клінічної нутриціології російського університету дружби народів, факультет підвищення кваліфікації медичних працівників. Тема: «Нутріциологія та дієтологія». Свідоцтво № 36-МС.
2005  — Закінчила ЛДУФК, отримала кваліфікацію «Викладач фізичного виховання і спорту», спеціальність 7.010201 ЛДУФК. ДСК № 062070, м. Львів.
2007  — Закінчила Міжнародні курси по народній та нетрадиційній медицині від Асоціація народних цілителів, отримала звання Доктор народної та нетрадиційної медицини.
2009  — Отримала диплом спеціаліста з методики і практики масажу «Гуаша», №UL 0911110006.
2011—2012  — Пройшла підвищення кваліфікації до диплома ДСК № 062070 на курсах лікувальної фізкультури Український центр спортивної медицини за фахом — спортивний та лікувальний масаж. Реєстраційний № 12 та № 46.
2018  — Пройшла двотижневий тренінг та успішно захистила бізнес-план, отримала грант на розвиток власного бізнесу в рамках проєкту Міжнародної організації з міграції «Зміцнення самозабезпечення внутрішньо переміщених осіб та громад, що постраждали від конфлікту в Україні» за фінансової підтримки Уряду Федеративної Республіки Німеччини через Німецький Банк Розвитку (KfW).
2023  — Вступила на 1 курс аспірантури ЛДУФК ім. І. Боберського за спеціальністю 014 Середня освіта (за предметними спеціальностями).

## Професійна діяльність
1996  — Організатор та учасниця конкурсу краси «Зірки Галичини» у місті Львові.
З 1987 по 2011  — Безперервно працювала інструктором з аеробіки у багатьох спортивних залах міста Львова, включаючи спорткомплекси «Імпульс», «Будівельник», «Локомотив», «Гармонія» та інші. Регулярно відвідувала майстер-класи й семінари, організовані Федерацією танцювальної аеробіки у місті Одеса у спортивному клубі «Краян» на чолі з Пойденко Л. Л. та конвенції з аеробіки Nike та інші у містах Київ та Москва.
6 лютого 2008  — Заснувала реабілітаційний центр "Міжнародний Центр корекції постави Оксани Слінько «Академія Грація»" у місті Львів.
2010—2014  — Спільно з громадською організацією «Самопоміч» регулярно проводила для міста Львова «Тиждень здорового хребта» та безкоштовну ранкову гімнастику для жителів та гостей міста Львова у парку ім. Івана Франка та на Площі Ринок щовівторка та щочетверга.
2010—2014  — Проводила виступи в сесійній залі Львівської міської Ради перед директорами Львівських шкіл, вчителів фізичної культури та ОБЖ, а також перед головами Батьківських комітетів шкіл та батьків школярів з приводу проблем порушення постави у школярів.
2011  — Провела дві лекції на тему «Постава людини — фасад душі!» для студентів та викладачів Вищої Духовної Семінарії Львівської Архідієцезії Римсько-Католицької Церкви та Львівської Духовної семінарії Києво-галицької Митрополії УГКЦ.
2011  — Провела практичний семінар на тему «Профілактика захворювань опорно-рухового апарату людини» для монахів Крехівський монастир Святого Миколая Отців Василіян.
28 квітня 2011  — Прочитала лекцію для студентів-семінаристів Духовної семінарії Святого Духа УГКЦ на тему «Постава людини-фасад душі!».
2014—2017  — Очолювала "Міжнародний Центр корекції постави «Академія Грація» у місті Київ.
З 2015  — Суддя щорічних чемпіонатів з масажу по Західному регіону в Українській школі СПА за підтримки національної федерації СПА.
З 2018  — Член Всеукраїнська Асоціація Керівників Бізнесу UABL.
З 2020  — Працює асистентом кафедри реабілітації та здоровʼя людини та ЛНУ Ветеринарної медицини та біотехнологій ім. С.З. Гжицького та займається науковою діяльністю.
З 2022  — Секретар Ради Роботодавців у Львівському медичному університеті.
З 2023  — Член правління у Львівський кластер медичного бізнесу.

## Наукова діяльність

### Сертифікати про навчання
17-18 лютого 2001:
● Сертифікат участі в "І аеробічній конвенції NIKE" разом з Національним Університетом Фізичного Виховання та Спорту України.
13 березня 2005:
● Сертифікат участі у V фітнес конвенції Nike, семінар "Yoga workshop" у місті Києві.
17-25 листопада 2005:
● 4 Міжнародна фітнес-конференція "Акваріум 2005" разом з Національним Університетом Фізичного Виховання та Спорту України.
10-12 березня 2006:
● Сертифікат участі у VII фітнес конвенції NIKE, у місті Києві.
2009:
● Сертифікат про прослухані лекції за філософською концепцією "Слов'янський синтез" та оволоділа методикою самомасажу і рефлексотерапії "TREMASS" з використанням екомасажерів Разумовського й елементів авторської вісцеральної хіропрактики.
18-21 серпня 2011:
● Сертифікат участі у II Національній виставці-ярмарку "Світ дитинства та школи", м. Київ.
25-27 лютого 2012:
● Сертифікат участі у XVI міжнародній виставці навчальних закладів, м. Київ.
15-17 лютого 2012
● Сертифікат участі у XV ювілейній міжнародній виставці навчальних закладів, м. Київ.
14-16 серпня 2013:
● Сертифікат участі у Виставці-ярмарку "Світ дитинства та школи", м. Київ.
23-25 квітня 2013
● Сертифікат участі у Всеукраїнському фестивалі науки "Наука-виробництву", м. Київ.
15-16 травня 2014:
● Сертифікат участі у засіданнях ІХ Всеукраїнської науково-практичної конференції з міжнародною участю "Проблеми активізації рекреаційно-оздоровчої діяльності населення".
18 квітня 2017:
● Сертифікат участі у міжнародній науково-практичній конференції в рамках Львівського медичного форуму "Сучасні аспекти в комплексному підході до фізичної реабілітації".
2017:
● Сертифікат участі в програмі для власників та керівників підприємств малого і середнього бізнесу "Зроби бізнес успішним" "Make Business Successful".
2018:
● Сертифікат за участь в семінарі: "Як захистити свій бренд та бізнес-ідею" від адвокатського об'єднання “Бачинський та партнери”.
11 червня 2018:
● Сертифікат участі у Всеукраїнській Асоціації Керівників Бізнесу UKRAINIAN ASSOCIATION OF BUSINESS LEADERS.
5-6 жовтня 2019:
● Навчально-практичний семінар “Променева діагностика опорно-рухового апарату (Рентгенографія, КТ, МРТ)”.
20 квітня 2019:
● Участь у І Науково-практичній конференції "Сучасні аспекти м'язово- скелетної терапії, мануальної терапії та ЛФК в реабілітації неврологічних та ортопедичних захворюваннях".
23 квітня - 7 травня 2020:
● Курс та сертифікат від школи м'язово-скелетної реабілітації “Орней” на тему “Біомеханіка та функціональна анатомія в мануальній терапії”.
14 травня - 14 червня 2020:
● Курс та сертифікат від школи м'язово-скелетної реабілітації “Орней” на тему “Мануальна терапія поперекового відділу хребта”.
11 липня 2020:
● Сертифікат участі у вебінарі "Сколіоз: сучасні світові стандарти діагностики та лікування. Частина 1".
16 липня 2020:
● Сертифікат про участь у вебінарі "Огляд новонародженого: все, що має знати лікар".
18 липня 2020:
● Сертифікат участі у вебінарі "Сколіоз: сучасні світові стандарти діагностики та лікування. Частина 2".
18 вересня 2022:
● Сертифікат участі у другій міжнародній фаховій школі для дитячих лікарів хірургічних спеціальностей: "Практична дитяча хірургія" з консервативного лікування лійкоподібної (ЛДГК) та кілеподібної (КДГК) деформації грудної клітки".

### Участь в конференціях в якості доповідача
15-16 травня 2014:
● IX Всеукраїнська науково-практична конференція з міжнародною участю "Проблеми активізації рекреаційно-оздоровчої діяльності населення", м. Львів.
7 жовтня 2016:
● Основний доповідач на масажному практикумі "Діагностика ортопедичних захворювань людини та практичні рекомендації по корекції опорно-рухового апарату". Організатор Ukrainian SPA School.
18 квітня 2017:
● Доповідач на Міжнародній науково-практичній конференції "Сучасні аспекти в комплексному підході до фізичної реабілітації" в рамках Львівського медичного форуму, м. Львів.
12 травня 2018
● Доповідач на 3-тій щорічній конференції "Перспективи розвитку індустрії масажу".
20 квітня 2019:
● Доповідач на науково-практичній конференції "Сучасні аспекти м'язово-скелетної терапії, мануальної терапії та ЛФК в реабілітації неврологічних та ортопедичних захворювань", м. Чернівці.
18 вересня 2022:
● Доповідач на Другій міжнародній фаховій школі для дитячих лікарів хірургічних спеціальностей "Практична дитяча хірургія", м. Київ.
Вересень 2022:
● Доповідач на IV Міжнародному конгресі від МОЗ та НАМН, м. Київ.
Вересень 2023:
● Доповідач на міжнародній конференції "Моделювання та інформаційні технології у фізичному вихованні і спорті", м. Львів.

### Закордонні стажування
Стажування в рамках Освітньої програми для лікарів, організованого Асоціацією французько-української співпраці в галузі медицини та фармації (ASFUDS) за сприяння Світової федерації українських лікарських товариств (WFUMA):
29 січня - 05 лютого 2022:
● Участь у стажуванні на клінічних базах університету імені Рене Декарта та університету імені Дені Дідро (Франція). Сертифікат № 004335.
26 червня - 05 липня 2022:
● Участь у стажуванні на клінічних базах університету імені Рене Декарта та університету імені Дені Дідро (Франція). Сертифікат № 004383.
28 червня - 8 липня 2023:
● Участь у стажуванні на клінічних базах університетів Копенгагена (Данія) та Гетеборга (Швеція). Сертифікат № 004862.
20-27 січня 2024:
● Участь у стажуванні на клінічних базах університету Париж Сіте (Франція). Сертифікат № 005135.

### Наукові публікації у фахових виданнях
1. Практичні знання випускників Інституту Фізичної Культури з методики навчання техніки фізичних вправ за напрямком “Спорт для всіх” - матеріали II Міжнародної науково-практичної конференції “Актуальні проблеми розвитку руху Спорт для всіх”: досвід, досягнення, тенденції, Тернопіль 2007
2. Використання екотренажера-масажера К. Разумовського при лікуванні захворювань опорно-рухового апарату - збірник наукових праць ЛДУФК “Здоровий спосіб життя”, випуск 32, Львів 2008 (співавторство Костянтин Разумовський)
3. Здоровий хребет - запорука здоров'я людини - збірник наукових праць ЛДУФК “Здоровий спосіб життя”, випуск 41, Львів 2009 (співавторство Ю.Панишко, Х. Гурінович, І. Сироїшко)
4. Комплексна діагностика в індивідуалізації занять корегувальною гімнастикою за авторською організацією та методикою. Проблеми активізації рекреаційно-оздоровчої діяльності населення: матеріали VIII Всеукраїнської науково-практичної конференції з міжнародною участю - Львів, 2012 р., с. 258-263
5. Комплексне дослідження опорно-рухового апарату учнів львівських шкіл - публікація у збірнику наукових праць “Феномен людини. Здоровий спосіб життя” Випуск 17 (83), Львів 2013
6. Комплексне обстеження опорно-рухового апарату учнів львівських шкіл матеріали ІХ Всеукраїнської науково-практичної конференції з міжнародною участю “Проблеми активізації рекреаційно-оздоровчої діяльності населення м. Львів 2014.
7. Мануальна терапія в комплексі лікувально-реабілітаційних заходів при функціональних сколіозах у дітей - матеріали науково-практичної конференції, Львів, 2017 р., с. 11 (співавторство Андріюк Л.В.)
8. Застосування індивідуальної програми комплексу вправ для корекції порушень постави за Методичкою Оксани Слінько - тези науково-практичної конференції: “Сучасні аспекти в комплексному підході до фізичної реабілітації”. Львів, 2018, с. 21-22 (співавторство проф. О.М. Кулик)
9. Результати застосування індивідуальної програми комплексу вправ для корекції порушень постави та захворювань опорно-рухового апарату за методикою Оксани Слінько” - матеріали 12 травня, 3 щорічна конференція “Перспективи розвитку індустрії масажу”, Київ 2018
10. "ЗАСТОСУВАННЯ МАГНІТОТЕРАПІЇ У ПРОФІЛАКТИЦІ Й ЛІКУВАННІ ХРЕБТА ВОДІЇВ ПІСЛЯ ВЕРТИКАЛЬНИХ МЕХАНІЧНИХ ПЕРЕВАНТАЖЕНЬ" - стаття наукової конференції: Моделювання та інформаційні технології у фізичному вихованні і спорті.матеріали XVIІІ Міжнар. наук. конф. (19–23 вересня 2023 року, м. Львів – м. Берегове). – Львів : ЛДУФК ім. Івана Боберського, 2023. – 232 с. (співавторство Олег Рибак, Владислав Слінько, Людмила Рибак).
11. "НАУКОВЕ СПРОСТУВАННЯ ПОМИЛКОВИХ СТЕРЕОТИПІВ ПРО СКОЛІОЗ" Львівський державний університет фізичної культури ім. І. Боберського, 2023 (співавторство Олег Рибак, Людмила Рибак). 

## Інтелектуальна власність

### Патентна винахід.Державна служба інтелектуальної власності України
№77702 від 15 січня 2007 Спосіб діагностики функціонального стану хребта Слінько О.

### Свідоцтва, які зареєстровані вДержавному реєстрі авторського права на твір
№ 277793 від 24.02.2009 Твір практичного характеру “Діагностично-інструкторська карта”
№ 68080 від 03.10. 2016 Усний твір “Його величність хребет”
№ 68081 від 03.10. 2016 Усний твір “Його величність хребет”
№ 68082 від 03.10.2016 Аудіовізуальний твір “Фізкульт-аптека”
№ 68083 від 03.10.2016 Аудіовізуальний твір “8 кроків до неперевершеності”
№ 70475 від 15.02.2017 Аудіовізуальний твір “Коригуючі вправи за методикою Оксани Слінько”
№ 97146 від 08.04.2020 Збірка ілюстрацій “Скелетик”

### Свідоцтва, які зареєстровані вДержавний реєстр промислових зразків
№ 43136 від 03.02.2021 Промисловий зразок “Валик ортопедичний для занять вправами для корекції постави”
№ 43137 від 03.02.2021 Промисловий зразок “Пристосування для занять вправами для корекції постави”

### Знак товарів та послуг
№ 115505 від 10.12.2009 Знак для товарів та послуг
№ 274839 від 27.04.2020 Знак для товарів та послуг

## Нагороди

### Почесні нагороди та грамоти, присвоєні звання у різних галузях
Червень 2007
● Звання Доктор народної та нетрадиційної медицини. Сертифікат №7.
13 червня 2007:
● Звання Академік Міжнародної Академії Козацтва. Диплом №1В 415.
● Обрання Берегинею Козацького роду в Міжнародній Академії Козацтва. Диплом АА021.
● Звання Полковник Козацтва з правом носіння однострою та зброї встановленого зразку. Універсал №420 від 13 червня 2007 від Міжнародної Академії Козацтва.
4 квітня 2009:
● Грамота за внесок у розвиток ТМ “DYNATO group” та профілактику здоров'я населення України за допомогою препарату ДД “Мікстура синього йоду”, м. Луганськ.
2010:
● Орден Спасителя за внесок у галузь благодійності та громадського здоров'я.
● Нагорода "Platinum Award" як кращий фахівець у сфері фізичного розвитку.
● Орден Ломоносова "За винахід".
30 вересня 2010:
● Звання академік Міжнародної Академії культури безпеки, екології та здоровʼя "МАКБЕЗ". Реєстраційний №169.
23 лютого 2011:
● Вчене звання Професор за фахом Валеологія в Київській Академії Нетрадиційної Медицини (КАНМ). Реєстраційний №057.
10 листопада 2012:
● Нагорода “Ділова репутація” рішенням етичного комітету від Клуб ділових людей України.
8 травня 2015:
● Вчене звання Академік за фахом Валеологія в Київській Академії Нетрадиційної Медицини (КАНМ). Реєстраційний №030.

### Почесні подяки за вагомі внески у різних галузях
2012:
● Подяка за проведення занять в “Стрийському університеті ІІІ віку” від Навчально-наукового ІППТ НУ "Львівська політехніка" у першому навчальному семестрі 2012 року.
● Подяка за допомогу в організації Освітньої програми “Золоті роки” у м. Львів від Інституту громадського лідерства.
2013:
● Подяка за підтримку у якісному інформуванні львів'ян від керівника ГО “Самопоміч” Н. Міхнової.
● Отримала подяку мера м. Львова Андрій Садовий за вагомий внесок у розвиток громадського руху та освітніх програм у м. Львові.
2015:
● Подяка за співпрацю у проєкті “Освіта впродовж всього життя” від керівника ГО “Золоті роки” Людмили Гришко.
2017:
● Подяка за допомогу в організації Фестивалю можливостей людей поважного віку “Золоті роки 2017” у Львові від Інституту громадського лідерства та керівника ГО “Золоті роки” Людмили Гришко.
2020:
● Подяка за вагомий внесок в розвиток спортивної медицини та фізичної реабілітації в Україні від Асоціація Фахівців зі спортивної медицини та лікувальної фізкультури України.

### Почесні дипломи
27-29 жовтня 2010:
● Почесний Диплом за вагомий творчий внесок у розвиток освітніх інновацій від Міністерство освіти і науки, молоді та спорту України та Національної Академія педагогічних наук України, м. Київ.
16-18 лютого 2011:
● Почесний Диплом за особистий творчий внесок в удосконаленні змісту навчально-виховного процесу від Міністерство освіти і науки, молоді та спорту України та Національної Академія педагогічних наук України.
2-4 березня 2012:
● Почесний Диплом за плідну науково-педагогічну діяльність по удосконаленню змісту навчально-виховного процесу від Міністерство освіти і науки, молоді та спорту України та Національної Академія педагогічних наук України, м. Київ.
18-20 жовтня 2011:
● Почесний Диплом за активну участь у розробці і впровадженні освітніх інновацій від Компанії “Виставковий світ”, Міністерство освіти і науки, молоді та спорту України та Національної Академія педагогічних наук України, м. Київ.
16-18 жовтня 2012:
● Почесний Диплом за активне упровадження освітніх інновацій від Компанії “Виставковий світ”, Міністерство освіти і науки, молоді та спорту України та Національної Академія педагогічних наук України, м. Київ.
15-17 лютого 2012:
● Почесний Диплом за особистий творчий внесок в удосконалення змісту навчально-виховного процесу на XV ювілейній міжнародній виставці навчальних закладів від Міністерство освіти і науки, молоді та спорту України та Національної Академія педагогічних наук України, м. Київ.
25-27 лютого 2013:
● Почесний Диплом за особистий творчий внесок в удосконалення змісту навчально-виховного процесу від Міністерство освіти і науки, молоді та спорту України та Національної Академія педагогічних наук України, м. Київ.
2014
● Диплом про участь в: “І Відкритому чемпіонаті західного регіону з масажу” в якості судді чемпіонату. За підтримки Національної федерації масажистів.
2015
● Диплом про участь в: “II Відкритому чемпіонаті західного регіону з масажу” в якості судді чемпіонату. За підтримки Національної федерації масажистів.
2016
● Диплом про участь в: “ІІІ Відкритому чемпіонаті західного регіону з масажу” в якості судді чемпіонату. За підтримки Національної федерації масажистів.
2017
● Диплом про участь в: “ІV Відкритому чемпіонаті західного регіону з масажу” в якості судді чемпіонату. За підтримки Національної федерації масажистів.
2018
● Диплом про участь в: “V Відкритому чемпіонаті західного регіону з масажу” в якості судді чемпіонату. За підтримки Національної федерації масажистів.
2020
● Диплом про участь в: “VІ Відкритому чемпіонаті західного регіону з масажу” в якості судді чемпіонату. За підтримки Національної федерації масажистів.
2021
● Диплом про участь в: “VІІ Відкритому чемпіонаті західного регіону з масажу” в якості судді чемпіонату. За підтримки Національної федерації масажистів.

## Медіаприсутність

### Медіа, ТБ, ток-шоу, радіопередачі
2005:
● Головна героїня ток-шоу “Что хочет женщина?” м. Москва, РТР Планета.
2006-2007:
● Співведуча телепередачі “Люстерко” у рубриці "8 кроків до неперевершеності", 8 телепередач на 12 каналі Львів ТБ.
● Автор та ведуча телепроєкту "Уроки здоров’я" на телеканалі “Телебойман”. Програма включає дві рубрики: "Його величність хребет" - 10 передач. "Фізкульт аптечка" - 8 передач.
2006-2007:
● Запрошений експерт програми “Точка Зору” на 12 каналі Львів ТБ.
2007:
● Запрошений експерт на постійній основі на передачі “Вже ранок”, “Доброго ранку, Львове!” на 12 каналі Львів ТБ.
2009:
● Запрошений експерт випуску “Новини” на каналі “Новий канал”.
● Репортаж про ранкову гімнастику, що проводилась безкоштовно для львів’ян та гостей міста Львова.
2010:
● Учасниця програми “Здорове Життя” на 12 каналі Львів ТБ.
2011:
● Експерт передачі "Справжні лікарі" на телеканалі 1+1.
2012:
● Запрошений експерт передачі “Сфера інтересів” на 12 каналі Львів ТБ.
● Гість та експерт ТВ “Лан” в місті Стрий.
2013:
● Учасниця передачі “Вечір у Львові” на ТРК Львів.
З 2015:
● Експертка ток-шоу "Говорить Україна" на телеканалі “Україна”.
2017:
● Експерт передачі "Здорово жити" на телеканалі “РІВНЕ 1”.
2020:
● Автор рубрики "Здорова постава" в телепроєкті "Краса та здоров’я" на ТРК “Перший Західний”.
● Стрім BOX TV - “Дитячі сколіози - міфи та реальність в методах лікування”.

### Журнали
● Акценти Плюс:
№49 листопад, 2023: Постава людини - це фасад душі, про який треба дбати!”
● Домашний очаг:
Червень 2014 Больной вопрос (рос)
● Фармацевт:
№09 2014 Фізкультаптечка
● Жіночий порадник:
№9 2012 Я пройшла через усі страждання своїх пацієнтів
№4 2012 Допоможе схуднути… скакалка
№3 2012 Бюст, як у Памели
№1 2012 5 кроків до плаского живота
№11 2011 Болюче місячне? Можна зарадити
№10 2011 Легкі пологи? Допомогла гімнастика
● Наше місто:
№22 Оксана Слінько: “Живу за законами любові та дарування”

### Газети
● Високий Замок:
23-29 травня 2013 Не буде здоровим хребет, якщо хворіють стопи.
1-7 серпня 2013 “Зубна щітка для хребта” чистить усе тіло.
17-23 травня 2012 Життя хребет згинає - “Академія Грація” виправляє (доповнена версія).
3 січня 2011 прес конференція для журналістів газети « Високий Замок » на тему “Історія мого успіху”.
10-12 вересня 2010 Оксана Слінько:”Фізична активність - панацея, якою нехтують”.
13-19 травня 2010 Життя хребет згинає - “Академія Грація” виправляє.
25 червня 2010 Зустрічають не по одягу, а по… поставі.
11 червня 2010 Сколіоз любить “ботаніків”, світлооких і обдарованих дітей.
5 жовтня 2002 Перетворитися на принцесу можна не тільки у казці.
1998 ДЦП - я тебе переможу!
1997 В гостях у Анни
30 січня 1997 “Живий тренер” з аеробіки Оксана Слінько не підкорилася вироку природи і не стала інвалідом.
● Джерело Життя:
№6 2014 Оксана Слінько: “Постава є ознакою характеру людини”
● Газета для мами і тата:
№6 2014 Оксана Слінько: “Сколіоз підживлюється сидінням”
№7 2014 Виховувати генія чи здорову дитину?
● Добрий Лікар:
№8 2011 Невиліковних хвороб немає. Є тільки невиліковні люди
№20 2010 “Повзайте” - хребет вам віддячить!
● Життя:
№4 Що робити, щоб ваші кістки були міцними?
№21 Оксана Слінько: “Чотири кити здорового хребта”
№22 Хворий хребет може спричинити погіршення зору і тахікардію
№50 Оксана Слінько: “Ви маєте присідати щодня стільки разів, скільки вам років”
● Здоровʼя Киян:
№4-5 2009 Зміцнення хребта й посилення імунітету за допомогою самомасажу та рефлексотерапії
● Інформатор:
№09 2011 Закони добра та любові діють і в бізнесі
№21 2009 Унікальний комплекс вправ для лікування хребта, розроблений Оксаною Слінько, запатентовано як винахід у медицині
№13 2009 Реабілітолог, яка дарує надію кожному
№21 2009 “Грація” - краса, що дарує здоров'я
● Львівська пошта:
№27 2013 Хочу робити людей щасливішими…
● Газета по-українськи:
№69 2009 Оксана Слінько лікує хребти у спортзалі
● Газета Сихів:
№32 Здоров'я починається з хребта
● Добре здоровʼя:
№2 2020 Скільки на турніку не виси і басейні не плавай - сколіоз не вилікуєш!
№10 2012 Спорт лікує…половину недуг
№15 2012 Для кожного внутрішнього органу своя вправа
● Газета Самопоміч:
№10 2013 Здоровий хребет - здорове тіло!
№19 2012 Його величність хребет
№22 2012 Бути здоровим - легко!
№28 2012 Коли тіло в кайданках
№32 2012 Сколіоз любить “ботаніків”, світлооких і обдарованих дітей

### Довідково-біографічне видання
2004 “Хто є хто на Львівщині”, публікація “Оксана Слінько”
Аргументи і факти:
“Очень полная девушка, страдающая хромотой и сутулостью, разработала
свою систему тренировок и превратилась в… фотомодель, участницу конкурса
красоты” (рос)